# Davide Cavallotto
Davide Cavallotto (Torino, 14 aprile 1976) è un politico italiano.

## Carriera politica
Nel 1997 si iscrive alla sezione della Lega Nord di Grugliasco, a Torino, e l'anno successivo è nominato prima responsabile del settore giovanile, poi segretario nel 1999.
Il 19 febbraio del 2000 diventa coordinatore nazionale del Movimento Giovani Padani del Piemonte.
Nel febbraio 2006, durante il congresso nazionale del Movimento Giovani Padani del Piemonte, viene eletto all'unanimità Coordinatore nazionale. Attraverso un lavoro capillare, riesce a strutturare il movimento sul territorio, fondando nove gruppi provinciali e decine di coordinamenti di sezioni. Dà inoltre vita al Movimento Studentesco Padano e al Movimento Universitario Padano, reclutando in poco tempo migliaia di giovani.
Nel 2008 è candidato alle elezioni politiche e risulta il primo escluso alla Camera dei deputati nel collegio Piemonte 1. Nel maggio successivo è nominato dal segretario nazionale, Roberto Cota, responsabile organizzativo piemontese della Lega Nord.
Durante le regionali del 2010 Cavallotto diventa il responsabile della campagna elettorale di Roberto Cota per le elezioni regionali del Piemonte del 28 e 29 marzo 2010, a seguito delle quali la coalizione di centrodestra, guidata dalla Lega Nord, ottiene la presidenza della regione.
L'11 maggio 2010 viene proclamato deputato della XVI legislatura, componente della commissione Cultura, Scienza e Istruzione, risultando il più giovane parlamentare del Piemonte.
Alle elezioni politiche del 2013 Cavallotto non è stato rieletto.

## Iniziative politiche

### Oriundi nella nazionale italiana di calcio
Una posizione di Cavallotto che ha fatto discutere è stata la sua critica, nell'agosto 2010, alla scelta di convocare gli oriundi nella nazionale italiana di calcio, sempre meno rappresentativa, secondo il suo parere, dei territori dell'Italia. L'esponente leghista ha inoltre invitato la FIGC «a creare i presupposti per portare alla ribalta calcistica i giovani talenti nostrani». La questione è stata riproposta dallo stesso Cavallotto circa un anno dopo, nell'autunno del 2011, alla vigilia della preparazione della rosa di giocatori che avrebbe poi partecipato all'ultima fase di qualificazione all'Europeo di calcio 2012.

### Il caso Vallanzasca
Il 6 settembre 2010 Cavallotto, dopo aver letto la lettera pubblicata sul Corriere della Sera dalla presidente dell'associazione “Vittime del Dovere” contro il film di Michele Placido, Vallanzasca - Gli angeli del male, presenta un'interrogazione parlamentare al ministro Sandro Bondi per sapere di quali e quanti contributi ha beneficiato il film sulla vita del noto criminale.
L'iniziativa suscita enormi polemiche che montano ancor di più quando Cavallotto invita a boicottare il film nelle sale perché diseducativo e offensivo nei confronti dei parenti delle vittime.